# Okinin Dor
Okinin Dor (ros. Окинин Дор) – wieś w Rosji, w rejonie kiczmiengsko-gorodieckim obwodu wołogodzkiego. W 2021 r. była niezamieszkana.